# マツダ・MX-6
MX-6（エムエックス・シックス）は、かつてマツダが製造・販売していたクーペ型の乗用車（スペシャルティカー）である。

## 初代 GD型（1987年-1992年）
1987年に登場。GD型カペラC2の北米仕様車で、先代GC型までの626クーペ (626 Coupe) から車名が変更された。なお、欧州では引き続き626クーペとして販売された。
プラットフォームはGDプラットフォームを採用。エンジンは直列4気筒のマツダ・Fエンジンで、日本および欧州仕様には存在しない2.2Lエンジンを搭載する（初代フォード・プローブGTと同一）。トランスミッションはオーバードライブ付の4速AT（G4A-ELトランスミッション）と5速MTの2種類。
1992年に生産を終了した。

## 2代目 GE型（1992年-1997年）
1992年登場。この代から日本および欧州市場においても「MX-6」として販売されることになった。販売チャンネルはマツダ店。
ベースとなるのは1991年にカペラの後継として登場したクロノスで、バブル景気でのマーケットの好景に乗るべく、当初の予定を前倒しして投入された。GEプラットフォームを共用する車種にはクロノスのほか、MS-6・MS-8（アンフィニ店）、ユーノス500（ユーノス店）、クレフ（オートザム店）、2代目プローブ/3代目テルスター（オートラマ店）があり、その姉妹車は多岐にわたる。
ボディはノッチバックの2ドアクーペで、クロノスと同様に3ナンバーワイドボディを採用し、ボリュームのある曲線を多用したスタイルが特徴。エンジンもクロノス系の姉妹車と共通で、新型のK型 V型6気筒DOHC（KL-ZE型 2.5 L、KF-ZE型2.0 L）を搭載。これに5速MTまたは4速ATが組み合わされた。
1994年6月、一部変更。当初は5色あったボディカラーを3色に整理し、それまで全車に装備されていた4WSが一部グレードのみの設定となる。また、リアスポイラーは2.5Lのみ、サンルーフは2.5Lの4WS車のみの設定となり、エアコンも全車オートから下位グレードのみマニュアルとなった。
1997年、販売終了。日本国内での販売台数は5,000台程度にとどまった一方、海外での評価は高く、イギリスではカーオブザイヤーを獲得している。